# Битва під Скалою (1684)
Би́тва під Скало́ю — бій польсько-козацьких військ Речі Посполитої під командуванням регіментаря Міхала Флоріана Жевуського з татарськими загонами 8 липня 1684 року поблизу Кам'янця під час польсько-турецької війни 1683—1699 років.
Навесні 1684 року великий коронний гетьман Станіслав Ян Яблоновський відправив групу у 3 тисячі вояків під проводом регіментаря Міхала Жевуського до Молдови з метою перехопити турецький транспорт із постачанням для обложеного поляками Кам'янця («захару») та посадити на молдовський трон дружнього Речі Посполитій воєводу. У зв'язку із наїздом татар на Поділля й Галичину група М. Ф. Жевуського була відкликана назад до Кам'янця. У кінці червня Жевуський знову вирушив із своєю групою, посиленою 10 корогвами кінноти, на перехоплення «захари» від Теребовлі в район Жванця.
Жевуський вів свою групу у такому порядуку: 150 кінноти у авангарді, далі «таборик» із 120 легких возів, зайнятий тисячею козацької піхоти, і решта кінноти йшла в ар'єргарді. Коло Скали польський авангард був атакований татарською ордою силою 2 тисячі вояків. Польський загін був розпорошений, і татари змогли увірватися у табір, наносячи відчутні втрати козакам.
Жевуський, оцінивши ситуацію, дав наказ «бити в котли» і послав головні сили кавалерії назустріч татарам, що не прийняли бою і почали тікати. Поляки наздогнали татар на переправі через річку і винищили близько 500 ординців. 30 «значних мурз» потрапило до неволі.